# Zakspeed 891
O  891 é o último modelo da Zakspeed na temporada de 1989 da F1. Foi guiado por Bernd Schneider e Aguri Suzuki.
http://www.statsf1.com/constructeurs/photos/104/126.jpgCarros+de+Fórmula+1+da+temporada+1989McLaren+MP4/5 •+Williams+FW12C •+Williams+FW13 •+Ferrari+640 •+Benetton+B188 •+Benetton+B189 •+Tyrrell+017B •+Tyrrell+018 •+Lotus+101 •+Arrows+A11 •+Dallara+F189 •+Brabham+BT58 •+Minardi+M188B •+Minardi+M189 •+Onyx+ORE-1 •+March+881 •+March+CG891 •+Ligier+JS33 •+Rial+ARC2 •+AGS+JH23B •+AGS+JH24 •+Lola+LC88B •+Lola+LC89 •+EuroBrun+ER188B •+Osella+FA1M89 •+Zakspeed+891 •+Coloni+FC188B •+Coloni+C3